# Illa Ovidiu
Illa Ovidiu (en romanès: Insula Ovidiu) és una petita illa situada al Llac Siutghiol, a l’oest del mar Negre. L'illa forma part del comtat de Constanța, Dobruja (Romania). Es troba a 500 metres davant de la costa, a prop de la ciutat d'Ovidiu i de l'estació turística de Mamaia.

## Història
L'illa és de composició calcària. Aquí, el poeta Publi Ovidius Naso (que va viure entre el 43 dC i el 17 dC) va ser exiliat per l'emperador August el 8 dC. Durant el seu exili, va escriure dues obres. Segons les investigacions fetes a l’illa, hi ha restes d’assentaments humans de l’època dels dacis, i els assentaments més antics daten del Paleolític. Al llarg dels anys s'hi han trobat assentaments de getes, escites i grecs.